# Steen Rømer Larsen
Pour les articles homonymes, voir Rømer et Larsen.
Steen Rømer Larsen, né le 24 février 1949 à Copenhague au Danemark, est un joueur de football international danois, qui jouait en tant qu'attaquant.
Il commence sa carrière dans le club danois du B 1903, et est également connu pour avoir terminé meilleur buteur du championnat du Danemark lors de la saison 1969 avec 15 buts.
Il part ensuite jouer en professionnel en première division française au FC Nantes puis en Belgique à l'Union Saint-Gilloise.